# رولف سكوغلاند
رولف سكوغلاند (1940 - 2022)، هو ممثل سويدي، ولد في 11 أغسطس 1940 في ستوكهولم في السويد. من الجوائز التي نالها جائزة أوجين أونيل ‏.

## جوائز
- جائزة أوجين أونيل [الإنجليزية]‏

## وصلات خارجية
- رولف سكوغلاند على موقع IMDb (الإنجليزية)
- رولف سكوغلاند على موقع قاعدة بيانات الأفلام السويدية (السويدية)
- رولف سكوغلاند على موقع ديسكوغز (الإنجليزية)
- رولف سكوغلاند على موقع قاعدة بيانات الفيلم (الإنجليزية)